# One Pound Gospel
One Pound Gospel (jap. 1ポンドの福音, Ichi-pondo no fukuin) ist eine Manga-Serie der japanischen Zeichnerin Rumiko Takahashi. Der Manga verbindet Themen aus Sport, Romantik und Comedy und wurde auch als Anime und Dorama umgesetzt.

## Handlung
Kosaku Hatanaka ist ein Boxer des Mukaida-Boxstudios. Er ist ein sportliches Naturtalent, kann aber seinen unersättlichen Appetit nicht kontrollieren. In der Folge legt er an Gewicht zu und muss in höheren Gewichtsklassen kämpfen, für die er nicht trainiert ist. In diesen Kämpfen muss er immer häufiger Niederlagen einstecken.
Schwester Angela, eine junge Novizin des nahe gelegenen Nonnenklosters, ist fest entschlossen, Kosakus Drang zur Völlerei zu bekämpfen und ihn wieder auf den rechten Weg zu bringen. Sie ermutigt ihn daher ständig, in Form zu bleiben. Unglücklicherweise bringt die fortwährende Nähe der beiden auch Zuneigung mit sich.

## Veröffentlichungen

### Manga
One-Pound Gospel erscheint in Japan seit 1987 sporadisch in Einzelkapiteln im Manga-Magazin Young Sunday des Shogakukan-Verlags, die bisher letzten Kapitel wurden 2001 veröffentlicht. Die bis einschließlich 1996 entstandenen Einzelkapitel wurden auch in drei Sammelbänden zusammengefasst. Der letzte Sammelband erschien in Japan im Jahr 2007.
Auf Englisch wurde die Reihe im Magazin Animerica von Viz Media veröffentlicht. Außerdem erschien sie auf Spanisch bei Planeta DeAgostini Comics. 
Auf Deutsch hat Egmont Manga und Anime von Dezember 2004 bis September 2008 alle vier Bände veröffentlicht. 

### Anime
Auf der Grundlage der Manga-Serie produzierte das Studio Gallop im Jahr 1989 eine einteilige, etwa 50-minütige gleichnamige Anime-OVA. Bei dieser führte Makura Saki Regie, das Charakterdesign entwarf Katsumi Aoshima. 

### Dorama
Vom Januar 2008 bis März 2008 wurde eine Live-Action-Serie zu One Pound Gospel mit Kazuya Kamenashi in der Rolle des Kosaku Hatanaka auf NTV ausgestrahlt.